# サフロール
サフロール（英: safrole）は、化学式C10H10O2で表される有機化合物の一種。天然にはササフラス油やオコチア油、樟脳赤油に存在する。

## 用途
ヘリオトロピンやピペロニルブトキサイドの原料としての用途が主であるが、かつては石鹸の香料としても使用された。国際香料協会では、最終製品での濃度が0.01%以下になるよう制限を設けている。アメリカ合衆国では、食品への使用を禁じている。工業的にはブラジル産オコチア油や中国産ササフラス油の分留により得られる。

## 安全性
日本の消防法では危険物第4類・第3石油類に分類される。半数致死量（LD50）は、ラットへの経口投与で1.95g/kg、ウサギへの経皮投与で5g/kg以上。ヒトへの急性症状としては吐き気やチアノーゼ、痙攣、感覚麻痺などの神経症状が報告されている。動物実験では肝臓への発癌性が報告されている。
特定麻薬向精神薬原料に該当し、一定量を越える輸出入等には麻薬及び向精神薬取締法に基づく届出が義務付けられている。